# A Corner in Wheat
A Corner in Wheat is een Amerikaanse korte film uit 1909 geregisseerd door D.W. Griffith.

## Verhaal
Een Amerikaanse miljardair verkrijgt een alleenrecht op graan waardoor de arme bevolking geen brood meer kunnen betalen. Als de rijke man hoort hoeveel geld hij eraan verdient heeft let hij even niet op en valt hij in de opslagbak van zijn graan waardoor hij eronder bedolven wordt en komt te overlijden.

## Rolverdeling
| Acteur             | Personage                  |
| ------------------ | -------------------------- |
| Frank Powell       | De miljardair              |
| James Kirkwood     | De arme boer               |
| Linda Arvidson     | de boerin                  |
| Gladys Egan        | de dochter van de boer     |
| Henry B. Walthall  |                            |
| Grace Henderson    | de vrouw van de miljardair |
| W. Chrystie Miller | de vader van de boer       |